# Abdo Abboud
Abdo Abboud (arabisch عبده عبود, DMG ʿAbduh ʿAbbūd; * 1942 in Deir Atiyah, Syrien) ist ein syrischer Germanist, vergleichender Literaturwissenschaftler und Vermittler von literaturwissenschaftlichen Werken aus dem Deutschen ins Arabische.

## Leben und Werk
Abboud wurde 1942 in der syrischen Kleinstadt Deir Atiyah, etwa 90 km nördlich der Hauptstadt Damaskus, geboren. Nach dem Sekundarschulabschluss studierte er arabische Sprache und Literatur an der Universität Damaskus. Zu Beginn seiner späteren beruflichen Tätigkeit wirkte er sowohl als Übersetzer im syrischen Informationsministerium in Damaskus wie auch als Lehrkraft für Deutsch als Fremdsprache und Arabisch für Ausländer am dortigen Goethe-Institut.

### Dissertation über deutschsprachige Romane in arabischer Übersetzung
Anfang der 1980er Jahre studierte Abboud Germanistik und vergleichende Literaturwissenschaft als -Stipendiat des DAAD an der Universität Frankfurt/M. Seine Dissertation wurde gemeinsam von Norbert Altenhofer, Ordinarius für Neuere deutsche Literatur am Institut für deutsche Sprache und Literatur sowie von Bassam Tibi, Leiter der Abteilung für internationale Beziehungen am Seminar für Politikwissenschaft der Universität Göttingen betreut. Sie erschien 1984 unter dem Titel Deutsche Romane im arabischen Orient. Eine komparatistische Untersuchung zur Rezeption von Heinrich Mann, Thomas Mann, Hermann Hesse und Franz Kafka. Mit einem Überblick über die Rezeption der deutschen Literatur in der arabischen ›Welt‹.
Doris Erpenbeck, die als Übersetzerin arabischer Werke in deutscher Sprache hervorgetreten ist, betonte in ihrer Rezension die Darstellung Abbouds in Bezug auf die erforderlichen Kompetenzen der literarischen Übersetzung als Kulturvermittlung sowie seine Analysen der Rezeption der deutschsprachigen Literatur für arabische Leserkreise und schrieb der Arbeit somit auch kulturpolitischen Stellenwert zu. Weiterhin wies sie auf Abbouds Kritik am Verständnis der europäischen Literaturwissenschaft von Weltliteratur hin, in dem die Literaturen der Dritten Weilt nach Ansicht des Autors ausgeklammert werden.
Weitere zentrale Inhalte der Arbeit betreffen die folgenden Themen: Deutschsprachige Literatur, wie etwa Goethes Leiden des jungen Werthers und Faust oder Kafkas Die Verwandlung, wurde erst seit Anfang des 20. Jahrhunderts ins Arabische übersetzt, wobei die Werke zunächst meist nicht aus dem deutschen Original, sondern aus englischen oder französischen Übersetzungen übertragen wurden. Die Unkenntnis deutscher Originaltexte war dadurch begründet, dass arabische Interessenten an Weltliteratur zumeist Französisch oder Englisch erlernt hatten und sich dadurch entsprechende Werke aneignen konnten. Als Übersetzer vermittelten sie dann ihre Kenntnis dieser Werke seit dem Ende des 19. Jahrhunderts in arabischen Zeitungen und Büchern.
Nachdem sich in den 1960er Jahren mehrere Übersetzer wie Moustafa Maher und andere für deutsche Literatur vor allem unter ägyptischen Germanisten qualifiziert hatten, begann eine rege Übersetzungsbewegung. Insbesondere erschienen seitdem Theaterstücke von Bertolt Brecht oder Prosa von Franz Kafka und Stefan Zweig in Ägypten, dem größten arabischen Buchmarkt, oder im Libanon als dem Land mit relativ weniger Beschränkungen durch die andernorts ausgeprägtere Zensur.
Mit der Absicht, relativ bekannte und somit repräsentative Romane und ihren Einfluss auf das Bild deutschsprachiger Literatur bei arabischen Leserkreisen zu untersuchen, wählte Abboud die im Titel seiner Arbeit genannten vier Schriftsteller des 20. Jahrhunderts aus. Anhand der Übersetzungen der ausgewählten Romane, die in einigen Fällen in verschiedenen arabischen Übersetzungen und Verlagen erschienen waren, behandelt der Autor sowohl die sprachliche Qualität als auch Quellen zur Rezeption dieser Werke.
Darüber hinaus schildert Abboud historische, kulturpolitische und wirtschaftliche Zusammenhänge des arabischen Buchmarkts, der sich weitgehend vom europäischen Verlagswesen unterscheidet und öffnet den Lesern hierdurch wichtige Informationen über die wirtschaftlichen und strukturellen Rahmenbedingungen arabischer Verlage und Leserschichten. Da arabische Verleger aufgrund ihrer meist fehlenden Kenntnisse der Originalwerke zunächst eine zumindest auszugsweise Übersetzung erwarten, kommt den Übersetzern aufgrund ihrer Kenntnisse der Ausgangssprache und ihres kulturellen Umfelds hierbei eine herausragende Rolle zu. In nicht wenigen Fällen geht die Wahl eines Übersetzungsprojekts sogar auf die Übersetzer zurück.
In der Gesamtschau bezeichnet Abboud die Auswahl der ins Arabische übersetzten Romane und ihre Vermittlung durch Rezensionen in arabischen Publikationen als eher zufällig und verfehlt. Weiterhin weist er auf die Problematik hin, dass indirekte Übersetzungen, die nicht aus den Originalwerken übertragen wurden, in ihrer Qualität oft zu wenig zuverlässig sind. Weitere Mängel liegen an Missverständnissen des Originaltexts oder in der Wahl nicht adäquater Übertragung, was bei Übersetzungen jedoch nie auszuschließen ist. Sein kritisches Urteil begründet der Autor damit, dass „die unzureichende Qualität der meisten Übersetzungen die erste, und die schlechte literaturkritische Vermittlung die zweite Hauptursache für die verfehlte Rezeption des modernen deutschen Romans“ darstellen.

### Schriften zur Vermittlung deutschsprachiger Literatur auf Arabisch
In Syrien veröffentlichte Abboud in den 1990er Jahren für den arabischen Schriftstellerverband in Damaskus zwei Werke zur vergleichenden Literaturwissenschaft, deren Titel wie folgt übersetzt werden können: Emigration der Texte: Studien zur Literaturübersetzung und zum Kulturaustausch und Vergleichende Literatur: Probleme und Perspektiven. Darüber hinaus erschienen von ihm weitere literaturwissenschaftliche Studien in arabischer Sprache, z. B. zum Werk Goethes, zu den Dramen Schillers und Brechts sowie zu modernen deutschen Erzählungen und Romanen.

### Laufbahn als Hochschullehrer in Syrien und Deutschland
Zum Stand und den Perspektiven des Fachs Deutsch als Fremdsprache (DaF) in Syrien veröffentlichte Abboud 1992 eine Übersicht für die Fachzeitschrift Informationen Deutsch als Fremdsprache. Von 1999 bis 2019 lehrte Abboud zunächst als Professor für Komparatistik und Weltliteratur an der Fakultät für Literaturen und Geisteswissenschaften der Universität Damaskus. Dort wurde er ab 2009 an das neu gegründete Institut für Germanistik berufen, das er in der Folge mehrere Jahre leitete.
Bereits zu dieser Zeit wirkte er auch als Gastdozent an der Universität Münster, wo er seit seiner Flucht nach Deutschland aufgrund des syrischen Bürgerkriegs lebt und als Lehrbeauftragter für Arabische Literatur am Institut für Arabistik und Islamwissenschaft tätig ist. Im Wintersemester 2020/21 leitete er hier ein Seminar zu „Repräsentationen des Orients in der zeitgenössischen Kinder- und Jugendliteratur“. Zudem führte er Seminare zu Darstellungen des arabisch-islamischen Orients in der zeitgenössischen deutschsprachigen Literatur am Germanistischen Institut derselben Universität durch.
In seiner Studie „Auf der Suche nach den Lesern“ erläutert Abboud die unterschiedlichen Sichtweisen und Begründungen für die übergreifende Bezeichnung „arabische Literatur“ im Gegensatz zur „arabischsprachigen Literatur“ einzelner Länder, wie zum Beispiel der ägyptischen, libanesischen oder syrischen Literatur. Dabei stellt Abboud fest: „Jeder der 22 arabischen Staaten besitzt seine eigene literarische Welt, und jede dieser literarischen Welten spiegelt die Wirklichkeit jenes Landstriches wider, von dem sie bis zu einem gewissen Grad abhängig ist.“

### Bedeutung der literarischen Übersetzungen im interkulturellen Dialog
In einem Interview mit dem Online-Magazin qantara.de betonte Abboud 2005 erneut die zentrale Bedeutung literarischer Übersetzungen für den Dialog der Kulturen als „Spiegel der sozialen, der gesellschaftlichen und kulturellen Verhältnisse eines Volkes, einer Gesellschaft und einer Kultur.“ Hierbei erläuterte er auch den Stellenwert in der arabischen Literaturszene von Schriftstellern wie Goethe, Schiller, Kafka, Hesse, Grass, Süßkind und vor allem von Brecht, dessen Einfluss auf die arabische Dramatik Abboud als herausragend bezeichnet. In einem weiteren Artikel desselben Magazins beschrieb Abboud auch die Übersetzungen von Dramen Friedrich Schillers. Im Rahmen der Leipziger Buchmesse referierte er 2016 außerdem über die Faszination, die das Werk Franz Kafkas in der arabischen Welt seit Jahrzehnten bewirkt.
Neben seiner Tätigkeit als Hochschullehrer und wissenschaftlicher Autor ist Abboud auch mehrfach als Kulturvermittler in Foren der Zivilgesellschaft hervorgetreten. So nahm er beispielsweise als Experte für Fluchtliteratur an einer Tagung über Flüchtlinge in Deutschland an der Evangelischen Akademie Hofgeismar teil und referierte andernorts über den Begriff der Flucht in der arabischen Kulturgeschichte oder das kulturelle Erbe in der Geschichte Syriens. Darüber hinaus veröffentlicht Abboud aktuelle Informationen in der Facebook-Gruppe „arabisch-deutsche Literaturkontakte“.

## Publikationen (Auswahl)

### Studien zur vergleichenden Literaturwissenschaft
- Deutsche Romane im arabischen Orient. Eine komparatistische Untersuchung zur Rezeption von Heinrich Mann, Thomas Mann, Hermann Hesse und Franz Kafka. Frankfurt am Main: Lang, 1984. (zugleich Dissertation an der Universität Frankfurt/M.)
- Abdo Abboud: Die Rezeption der deutschen Literatur im Arabischen Orient Am Exempel des Modernen Romans. In: Neohelicon. Band 14, Nr. 1, März 1987, ISSN 0324-4652, S. 239–267, doi:10.1007/BF02093030 (springer.com).
- Abdo Abboud: Auf der Suche nach den Lesern: Grundzüge und Probleme der modernen arabischen Literatur. In: Die Araber im 21. Jahrhundert. Springer Fachmedien Wiesbaden, Wiesbaden 2013, ISBN 978-3-531-18526-2, S. 285–296, doi:10.1007/978-3-531-19093-8_17 (springer.com).

als Herausgeber der Reihe Arabische Welt im Dialog. Inter- und Intrakulturelle Perspektiven, zusammen mit Ulrike Stehli-Werbeck:
- Abboud, Abdo und Ulrike Stehli-Werbeck (Hrsg.): Die Wahrnehmung des Anderen in der arabischen Welt und in Deutschland. Beiträge des Symposiums Münster Juni 2007. Berlin u. a. 2017.[25]
- Fröhlich, Vincent: 1001. Motive und Strukturen aus 1001 Nacht in Filmen und Büchern der Gegenwart. Berlin: LIT 2011[26]

Daneben zahlreiche wissenschaftliche Aufsätze auf Arabisch über die Rezeption der modernen arabischen Literatur in den deutschsprachigen Ländern, die deutschsprachige Literatur in arabischer Übersetzung sowie den interkulturellen Dialog zwischen Europa und der arabischen Welt.

### Übersetzungen ins Arabische (Auswahl)
- Anna Seghers: Die Kraft der Schwachen, Beirut: Dar Al-Farabi, 1981
- Walter Hinck: Das moderne Drama in Deutschland, Damaskus: Publikationen des Kultusministeriums, 1983